# Høgtuvaïta
La høgtuvaïta és un mineral de la classe dels silicats, que pertany al grup de la rhönita. Rep el nom del pic Høgtuva, a Noruega, la seva localitat tipus.

## Característiques
La høgtuvaïta és un silicat de fórmula química Ca₄[Fe²⁺₆Fe³⁺₆]O₄[Si₈Be₂Al₂O₃₆]. Va ser aprovada com a espècie vàlida per l'Associació Mineralògica Internacional l'any 1990, i la primera publicació data del 1994. Cristal·litza en el sistema triclínic. La seva duresa a l'escala de Mohs és 5,5.
Segons la classificació de Nickel-Strunz, la høgtuvaïta pertany a «09.DH - Inosilicats amb 4 cadenes senzilles periòdiques, Si₄O₁₂» juntament amb els següents minerals: leucofanita, ohmilita, haradaïta, suzukiïta, batisita, shcherbakovita, taikanita, krauskopfita, balangeroïta, gageïta, enigmatita, dorrita, krinovita, makarochkinita, rhönita, serendibita, welshita, wilkinsonita, safirina, khmaralita, surinamita, deerita, howieïta, taneyamalita, johninnesita i agrel·lita.
Els exemplars que van servir per a determinar l'espècie, el que es coneix com a material tipus, es troben conservats al Museu geològic-mineralògic de la Universitat d'Oslo (Noruega), i a la Smithsonian Institution, als Estats Units.

## Formació i jaciments
Va ser descoberta al dipòsit de beril·li de Høgtuva, a Bordvedåga, dins el municipi de Rana (Nordland, Noruega). Es tracta de l'únic indret de tot el planeta on ha estat descrita aquesta espècie mineral.